# Palladiusz (Dobronrawow)
Palladiusz, imię świeckie Nikołaj Dobronrawow (ur. 6 listopada?/18 listopada 1865, zm. 1922) – rosyjski biskup prawosławny.

## Życiorys
W 1887 ukończył seminarium duchowne w Moskwie, po czym podjął studia w Moskiewskiej Akademii Duchownej. W trakcie studiów w 1888 złożył wieczyste śluby mnisze, przyjmując imię Palladiusz. 25 grudnia 1888 został wyświęcony na hierodiakona, zaś 15 sierpnia 1890 na hieromnicha. W 1891 uzyskał tytuł kandydata nauk teologicznych. Od 1892 wykładał w seminarium duchownym w Wołogdzie, od 1894 – w seminarium w Mohylewie, zaś od 1896 – w Tule. W 1897 podniesiony do godności archimandryty i wyznaczony na kierownika kursów misjonarskich przy Kazańskiej Akademii Duchownej. W 1899 otrzymał tytuł magistra nauk teologicznych i został rektorem seminarium duchownego w Wilnie.
6 grudnia 1903 miała miejsce jego chirotonia na biskupa wolskiego, wikariusza eparchii saratowskiej, w której jako konsekratorzy wzięli udział m.in. biskup saratowski Hermogen i biskup tambowski Innocenty. W 1908 został biskupem permskim i solikamskim. W 1914 przeniesiony na katedrę saratowską i carycyńską. Od 1917 był biskupem sarapulskim. W roku następnym na własną prośbę odszedł w stan spoczynku. Zamieszkał w moskiewskim Monasterze Nowospasskim na prawach przełożonego. Zmarł w 1922.